# Doliolaria
Die Doliolaria ist eine Larvenform der Stachelhäuter (Echinodermata), die in der Individualentwicklung (Ontogenese) der Haarsterne sowie der Seewalzen (Holothuroida) vorkommt. Es handelt sich um bilateralsymmetrische Form, die sich von der Dipleurula ableiten lässt.
Die Doliolaria der Pelmatozoa, auch als Vitellaria aufgrund des großen Dottervorrats benannt, ist anfangs mit einem einfachen Wimpernband ausgestattet, welches in drei bis fünf Einzelbänder zerfällt. Außerdem bildet die Larve ein Apikalorgan mit einer Haftgruppe aus, mit deren Hilfe sich die Larven festsetzen können. In diesem Zustand beginnt die Metamorphose, bei der sich das Pentacrinus-Stadium bildet, der einer Seelilie ähnelt. Nach einigen Monaten löst sich der Kelch und es resultiert ein freilebender Haarstern.
Die Doliolaria der Seewalzen entwickelt sich aus der Auricularia und entwickelt sich weiter in ein Pentactula-Stadium mit fünf Tentakeln und einem Füßchenpaar, aus dem sich die fertige Seewalze entwickelt.